# Zoo Zlín
Zoo Zlín (Tsjechisch: Zoologická zahrada Zlín) is een dierentuin in Zlín, Tsjechië. Het ligt naast het Lešnákasteel, ongeveer 10 km buiten het stadscentrum.

## Geschiedenis
Aan het begin van de jaren 1930 was er al een dierentuin in de stadstuin van Zlín, met aanvankelijk slechts vier apen en tien schildpadden. Geleidelijk aan werden er meer dieren aangeschaft, waaronder Berberleeuwen. In het voorjaar van 1934 werden de dieren verplaatst naar een ruimere plek in het bos op de heuvel Tlustá hora, het hoogste punt van Zlín, naast een uitkijktoren. De locatie op de top van de heuvel had echter één nadeel: gebrek aan water. Drie keer per week moest er water worden gehaald uit het naburige dorp. Door de onrust van de Tweede Wereldoorlog en het daaruit voortvloeiende gebrek aan voedsel konden de activiteiten niet doorgaan en moest de dierentuin sluiten.
In mei 1948 werd een nieuwe dierentuin geopend, nu gecentreerd rond het kasteel Lešná. De locatie bood meer ruimte voor ruime buitenverblijven. Tot eind jaren '90 was het een dierentuin van regionaal belang met ongeveer 200.000 bezoekers per jaar. De faciliteiten werden toen aanzienlijk uitgebreid, nieuwe dieren werden aangeschaft, de dierentuin kreeg internationale betekenis en kon het aantal bezoekers aanzienlijk verhogen. In 2018 vierde de dierentuin zijn 70e verjaardag.

## Verblijven en dieren
Zoo Zlín herbergt ongeveer 200 diersoorten uit alle continenten en beslaat een oppervlakte van ongeveer 74 hectare. De dierentuin is verdeeld in verschillende secties die de fauna van de continenten Australië, Afrika, Azië en Amerika laten zien. Er is ook een aquariumgedeelte met een roggenpoel en een tropische hal in het botanische gedeelte.

### Afrika
- Olifantenverblijf (2003): verblijf voor drie vrouwelijke savanneolifanten Kali, Zola en Ulu.
- Ethiopië I (2010): groot buitenverblijf voor gelada's, verblijf voor panterschildpadden, verblijf voor Somalische schapen en een grote volière voor lelkraanvogels, hamerkops, fluitneushoornvogels, en Afrikaanse maraboes.
- Ethiopië II (2012): verblijven voor stokstaartjes, bongo's, gevlekte hyena's en zeboes.
- Afrikaanse hoefdierenpaviljoen (1998): Afrikaanse savanne voor Rothschildgiraffes, selouszebra's, blesbokken, knobbelzwijnen en struisvogels. De dieren zijn zichtbaar vanaf een loopbrug.
- Neushoorns en antilopen (2006): verblijven voor nijlantilopen, roanantilopen en zuidelijke witte neushoorns.
- Lion Rescue Center (2024/2025): in 2024 werd gestart met de bouw van een opvangcentrum voor geredde leeuwen, het eerste in Tsjechië, waar leeuwen van private fokkers worden opgevangen.
- Andere dieren in dit gebied: noordelijke hoornraaf, kroonarend, flamingo, grote koedoe, oostelijke kroonkraanvogel, kapgier, ringstaartmaki, zadelbekooievaar en witkopgier.

### Azië
- Hala-Bala (2013): verblijf voor Maleise tapirs en zilvergibbons, inclusief meer voor de tapirs om te zwemmen. Er wordt gewerkt aan een nieuw apart verblijf voor de tapirs.
- Rode panda's (2011): verblijf voor rode panda's, gethematiseerd naar de Himalaya.
- Tijgers (2001): verblijf voor siberische tijgers.
- Aziatische volière (2001): doorloopvolière voor Aziatische vogels, waaronder Indische nimmerzat, scholekster en witvleugelboseend.
- Andere dieren in dit gebied: monniksgier, vale gier, himalayagier, gaur, lippenbeer en Chinese gestreepte boomeekhoorn.

### Australië
- Kiwi en kea (2017): een verblijf voor kea's en noordelijke bruine kiwi's.
- Het pad van de emoes (2003): doorloopverblijf voor bennettwallaby, emoe en hoendergans.
- New Guinea singing dog (2010) : verblijf voor deze hondensoort Canis dingo hallstromi.
- Pelikanen (2020): verblijf voor Australische pelikanen.
- Andere dieren in dit gebied: zwartrugfluitvogel, dubbelhoornige neushoornvogel en helmkasuaris.

### Amerika
- Tropische Hal Yucatan (2006): hal voor het Midden-Amerikaanse regenwoud met meer dan 20 diersoorten en 170 plantensoorten. Meeste van de dieren loopt of vliegt vrij rond in de hal, waaronder witgezichtsaki's, tweevingerige luiaards, zonnerallen, geelstuitbuidelspreeuwen, roodstuitbuidelspreeuwen, roodkoptroepialen en schuitbekreigers. Sinds 2012 leven er ook reuzenotters in de hal. In terraria in de hal leven kaaimanteju en reuzenpad en in aquaria is een thuis gecreëerd voor schildpadden en zoetwatervissen.
- Guianas (2018): de grootste doorloopvolière van Tsjechië met geelvleugelara's, roodbuikara's, Amazonepapegaaien, zwarte hokko's, witwangfluiteenden en incasterns. Daarnaast zijn er nog twee verblijven: een voor grijsgroen doodshoofdaapjes en magoeari's en een voor zuidelijke boommiereneters en mantelaapjes.
- Zeeleeuwen (2000): verblijf voor manenrobben
- Tapirs, miereneters, capibara's (2002): een gedeeld verblijf naast de tropische hal voor Zuid-Amerikaanse tapirs en capibara's, een volière voor kuifhoenderkoeten en verblijven voor reuzenmiereneters en grijpstaartstekelvarkens.
- Andere dieren in dit gebied: jaguar, capuchonvogel, hyacintara, Darwins nandoe, vicuña en gewone wolaap.

### Rondom het kasteel
- De Roggenbaai (2014): aquarium voor koeneusroggen (Rhinoptera jayakari), waar bezoekers ze ook kunnen aanraken en voeden.
- Humboldtpinguïns (1998): een verblijf met twee zwemvijvers voor Humboldtpinguïns.
- Alligators (2019): een verblijf naast het kasteel in de oude fontein voor mississippialligators.
- Andere dieren in dit gebied: kameel, bruine landschildpad, kleine flamingo, Maleise nimmerzat, gewone neushoornvogel en lelkraanvogel.

## Botanische tuin
Een botanische tuin met een verscheidenheid aan zeldzame planten is in de dierentuin geïntegreerd. Een van de meest opmerkelijke bomen is de parasolden, endemisch voor Japan, die in 1960 werd geplant en wordt beschouwd als het grootste exemplaar van zijn soort in Tsjechië. Andere opmerkelijke naaldbomen zijn de reuzenlevensboom, mammoetboom, Californische cipres, watercipres en de sikkelcipres. Tot de loofbomen behoren de Armeense eik, de zomereik, de beuk, de gewone plataan, de groene trompetboom, Cercidiphyllum japonicum, de Amerikaanse amberboom, de Anna Paulownaboom, Liriodendron tulipifera, witte moerbei, valse christusdoorn en de Mantsjoerijse kurkboom. In het park bevindt zich de Yucatánhal, een tropische hal met bijna 200 plantensoorten uit het Midden-Amerikaanse regenwoud. Er is ook een vlinderweide beplant met bloeiende soorten om inheemse vlinders aan te trekken.

## Behoud- en beschermingsprogramma's
Zoo Zlín is betrokken bij veel internationale projecten om bedreigde diersoorten te beschermen en te redden. De dierentuin ondersteunt bijvoorbeeld beschermingsprogramma's om de saola in het Xe Sap National Protected Area in Laos te redden. Dit wilde rund, dat alleen voorkomt in Vietnam en Laos, staat op de lijst van ernstig bedreigde diersoorten van de IUCN. Andere projecten hebben betrekking op de witvleugelboseend op Sumatra, de keizerreiger in India en Bhutan, de vale gier in Bulgarije en Spanje, de witte neushoorn in het Hluhluwe-Imfolozipark in Zuid-Afrika en bedreigde zoogdier- en vogelsoorten in Ecuador.

### Fokprogramma's
Het park neemt deel aan meerdere internationale fokprogramma's en coördineert en beheert de ESB-stamboeken voor de Afrikaanse nimmerzat en de Javaanse maraboe.

## Galerij

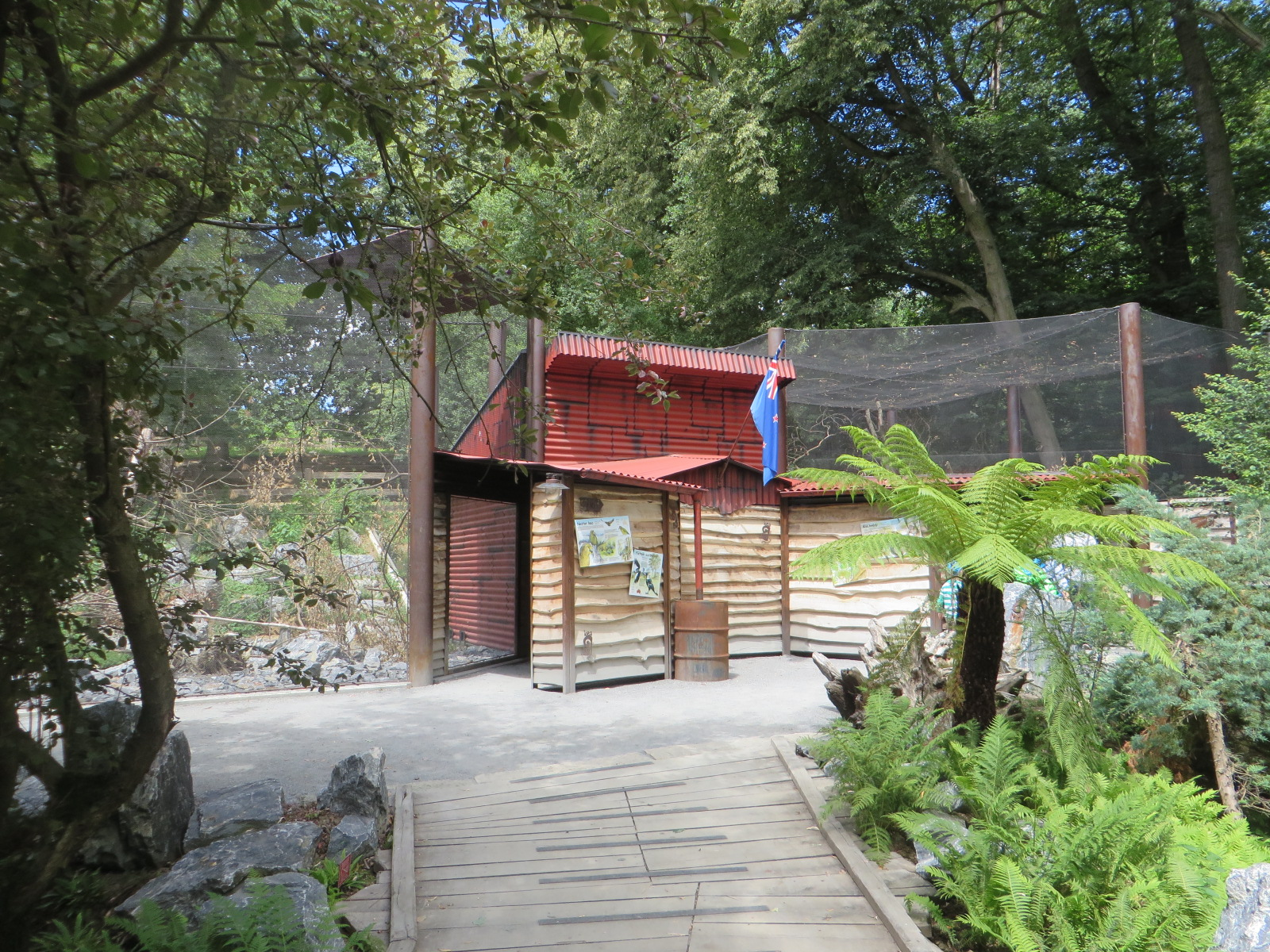
Volière voor kea's
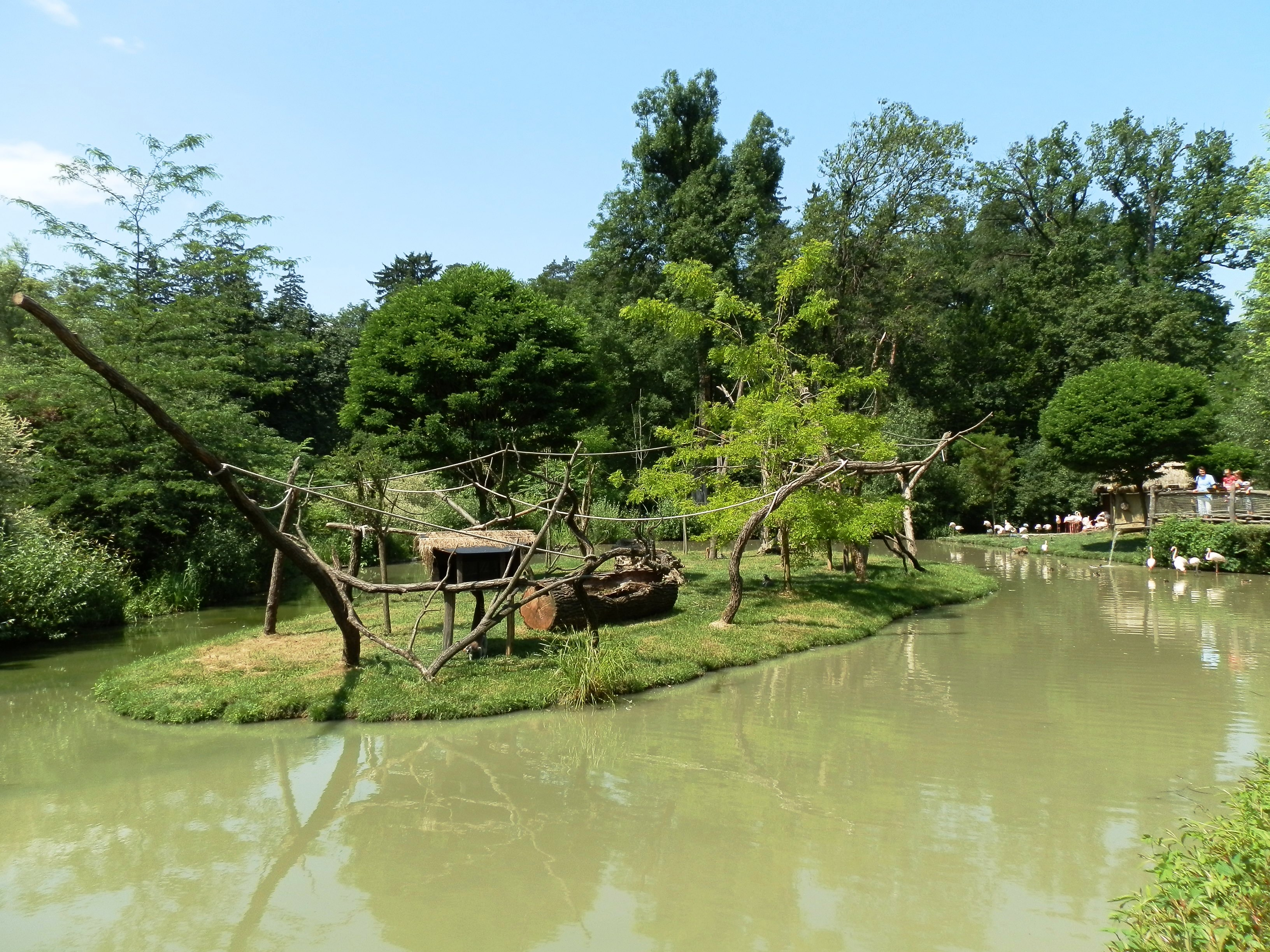
Apeneiland
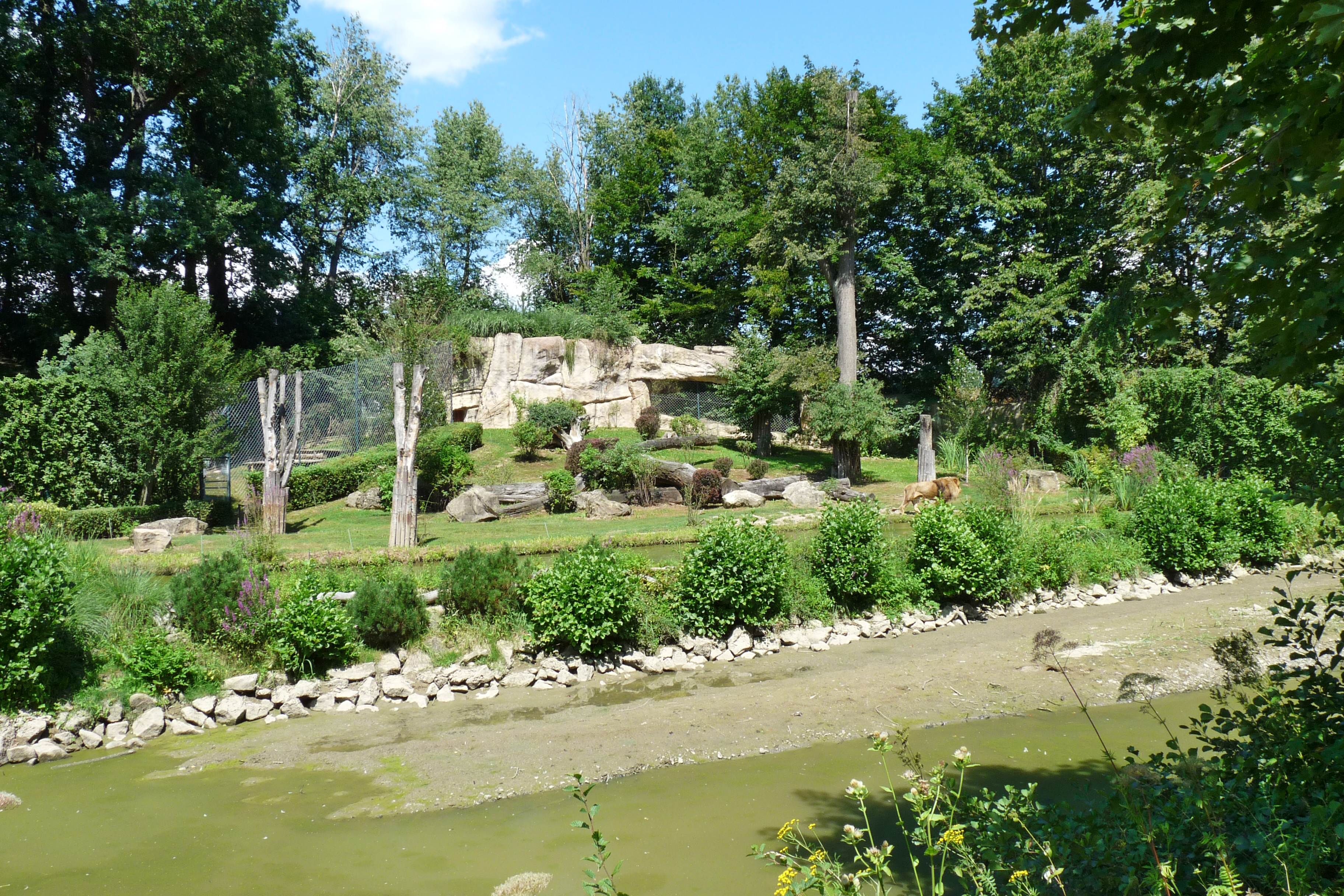
Leeuwenverblijf
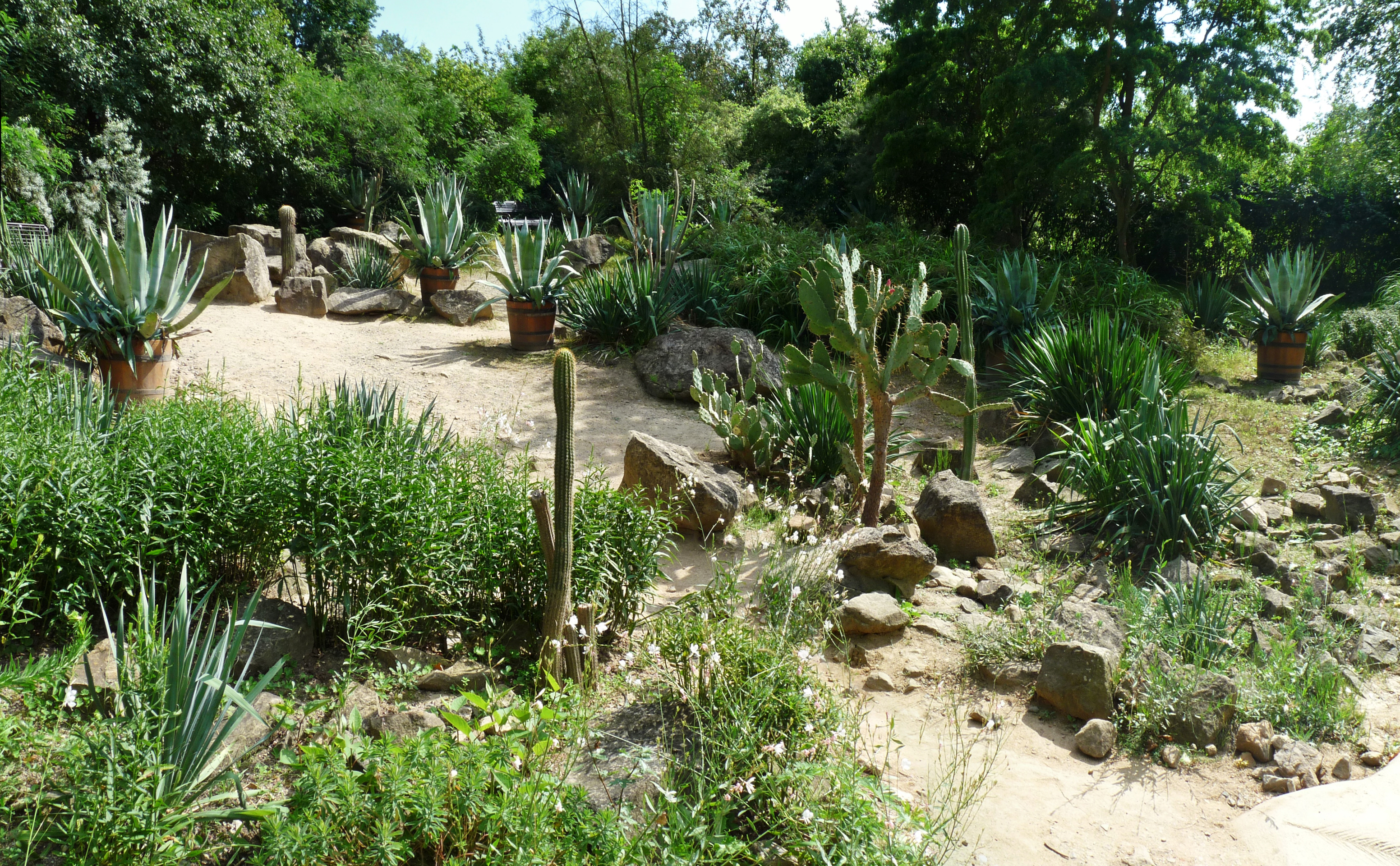
Tuin met succulenten
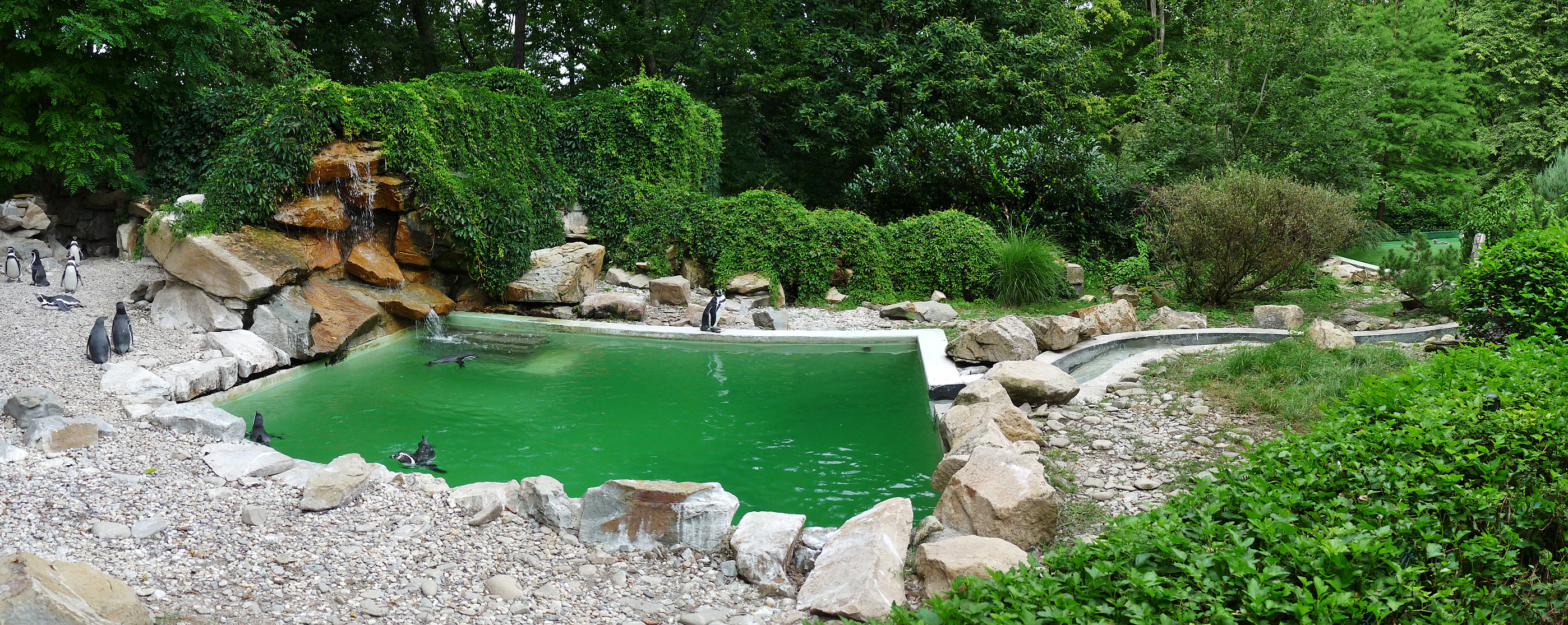
Humboldtpinguïns
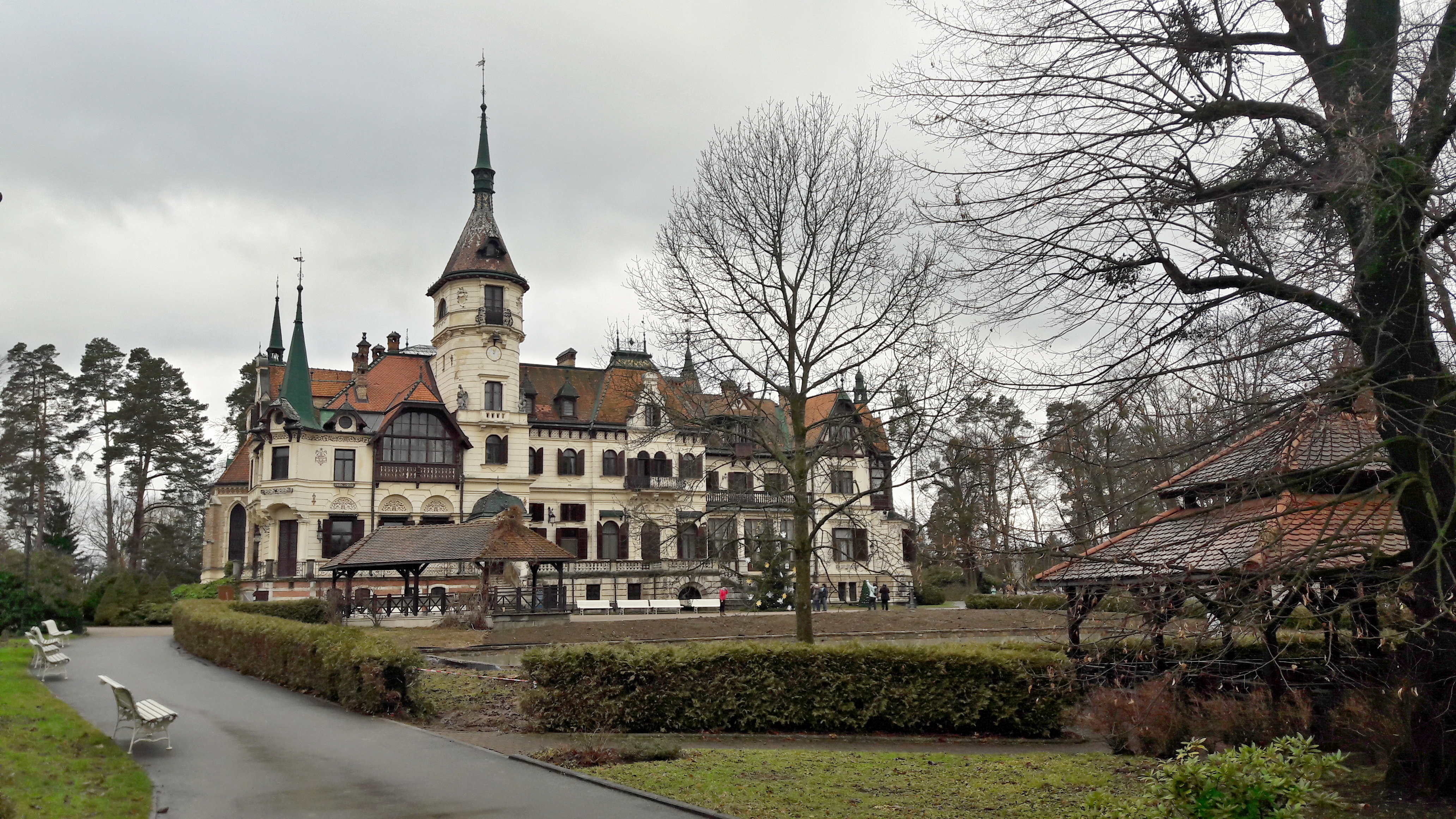
Het Lešnákasteel
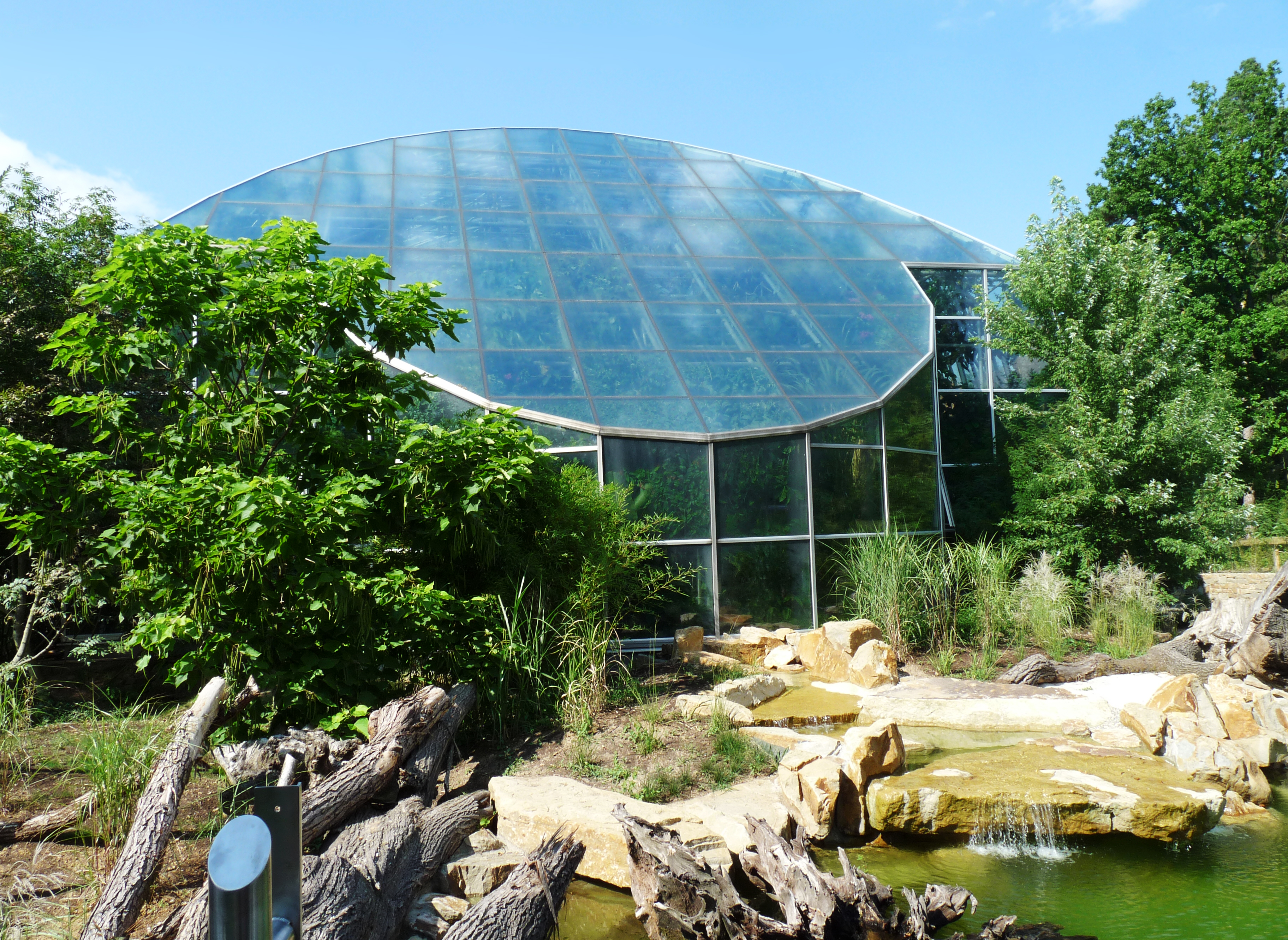
Yucatanhal
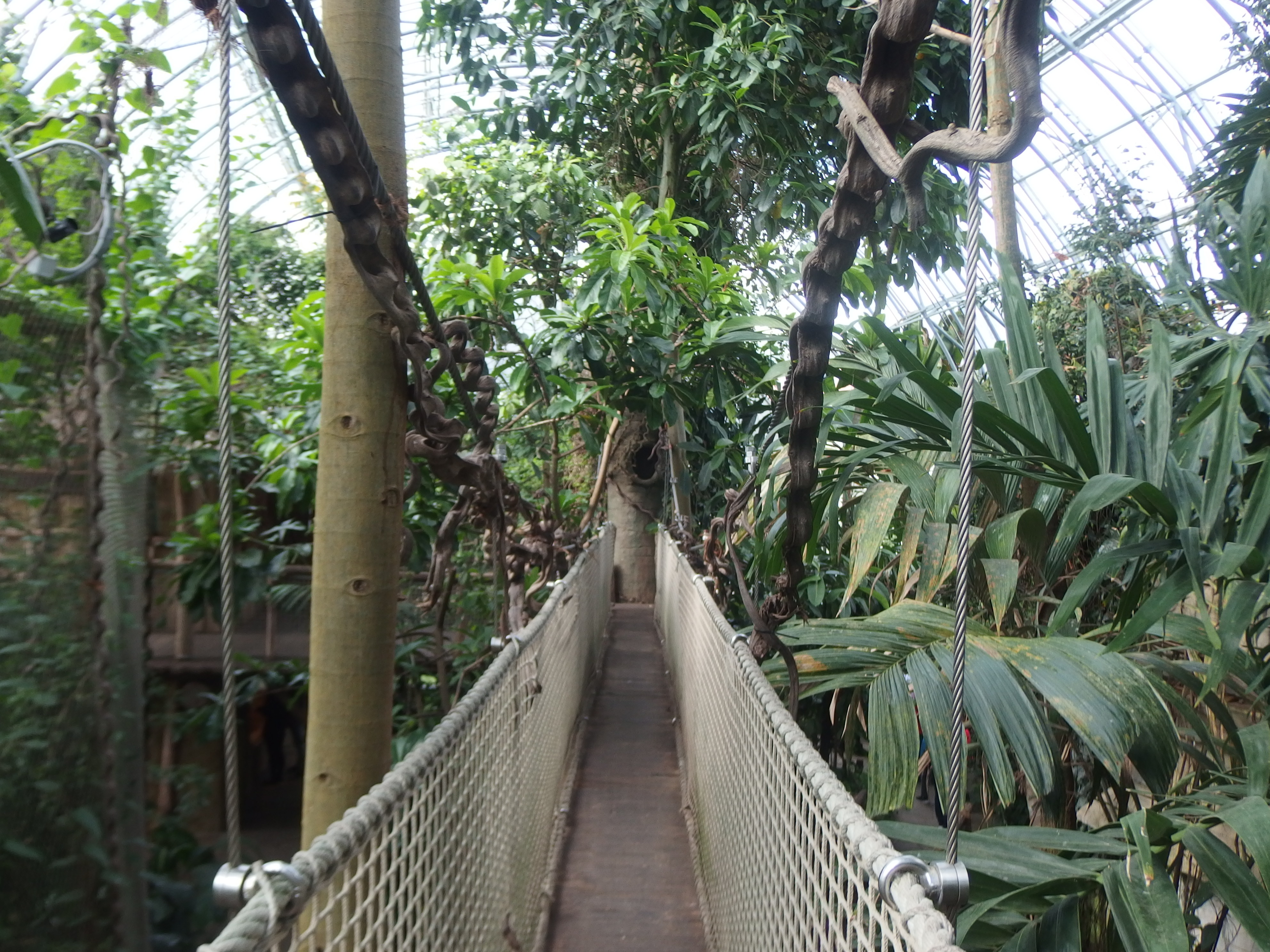
In de Yucatanhal
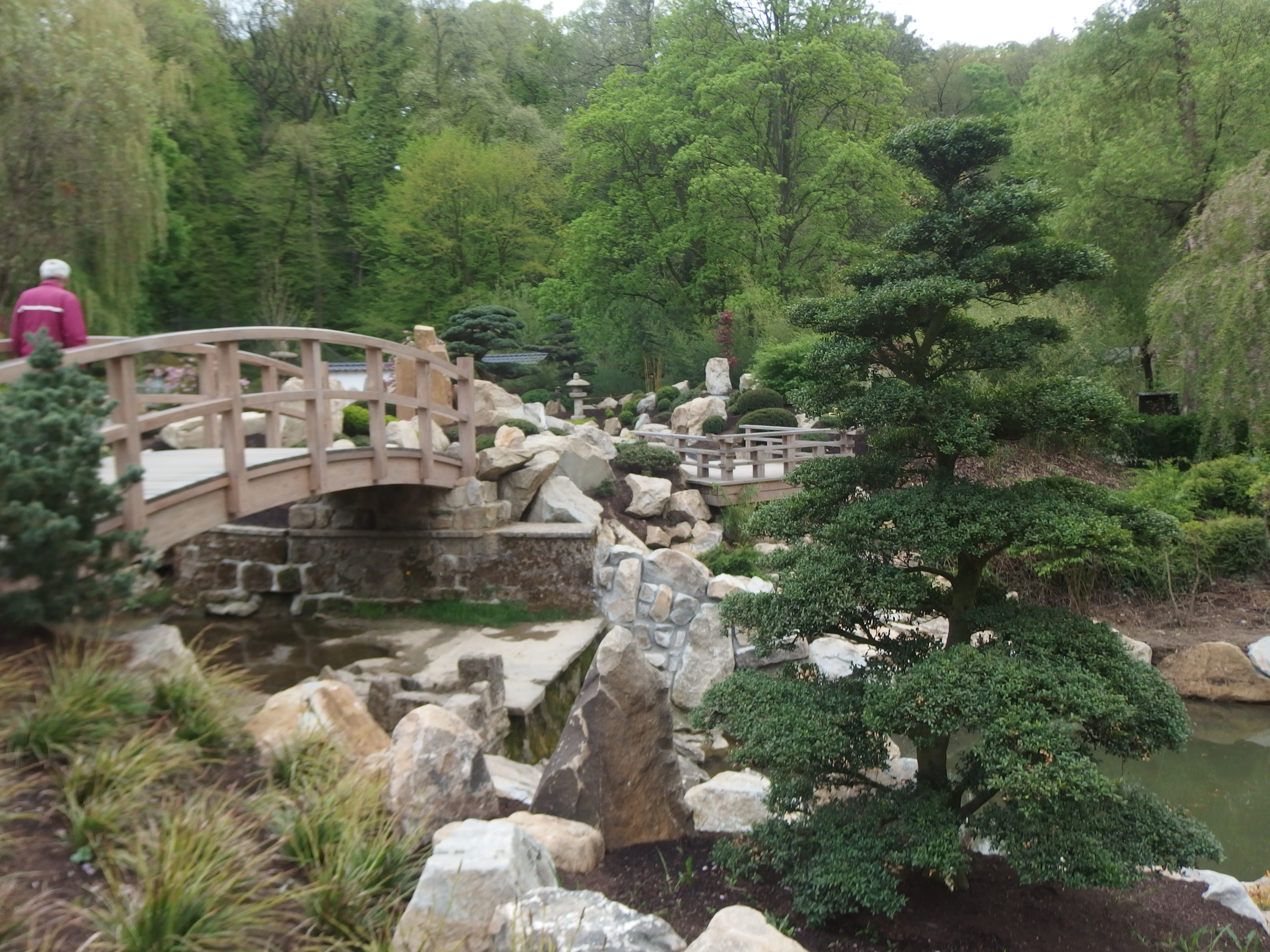
Japanse tuin
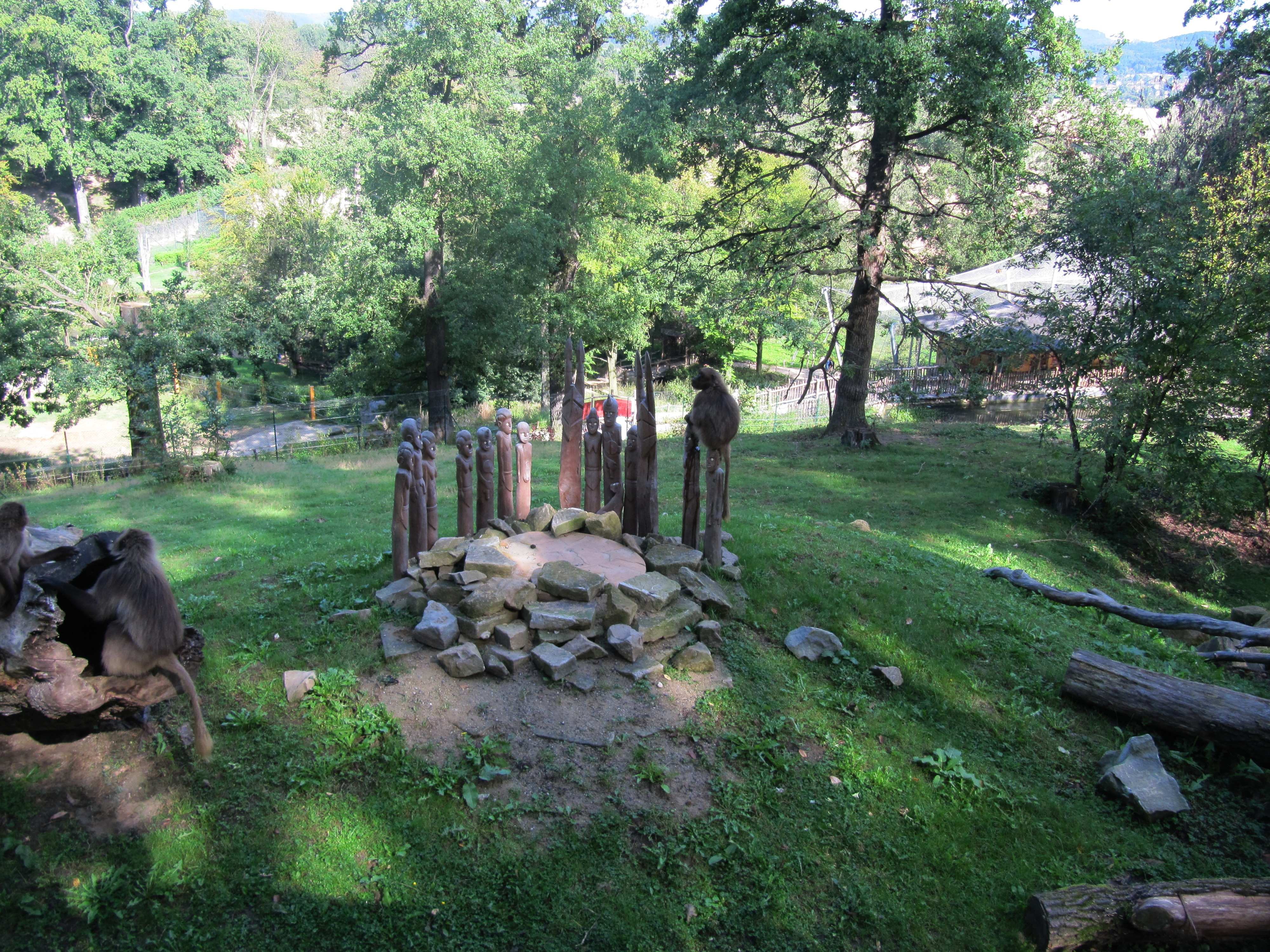
Geladaverblijf
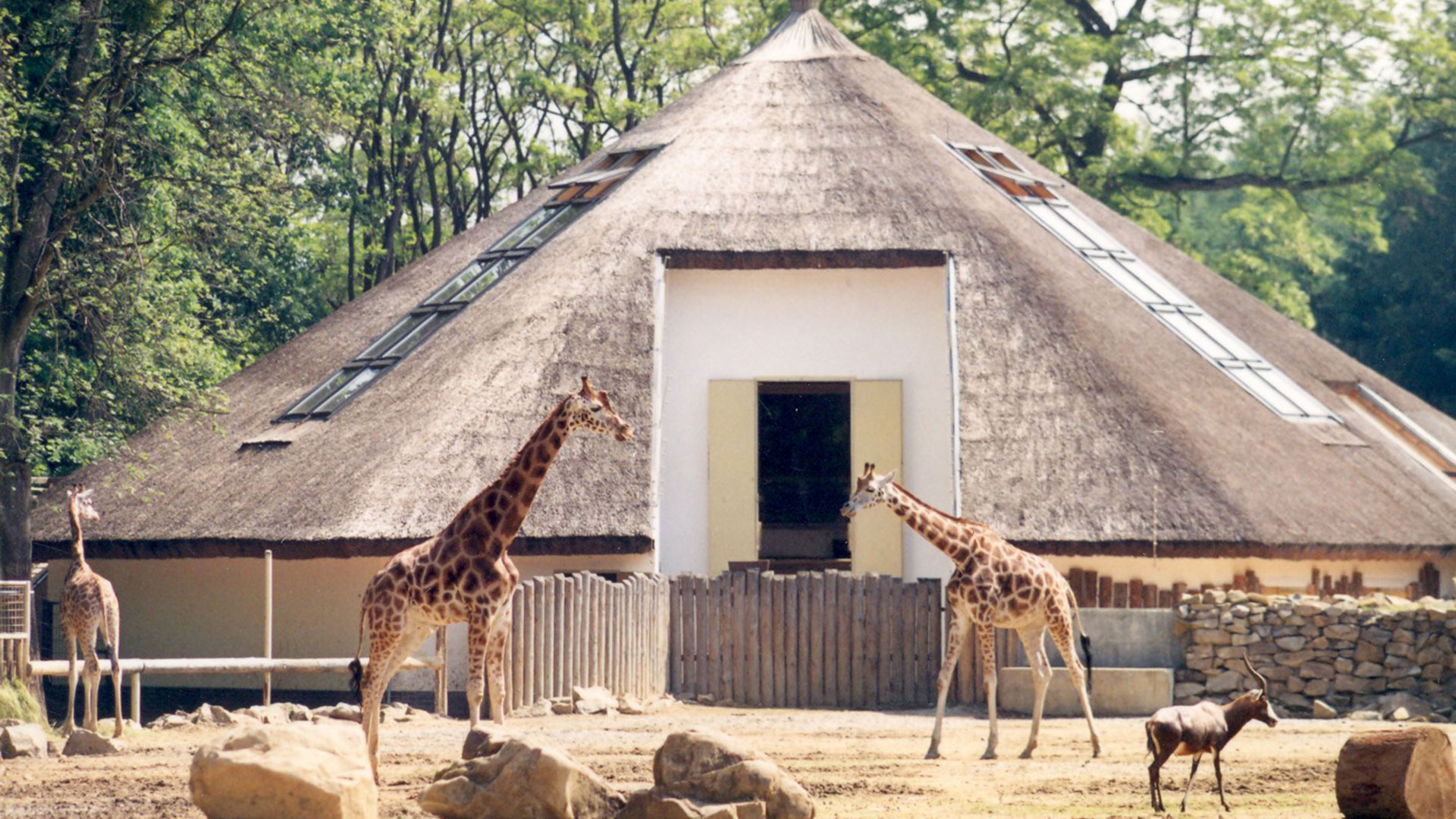
Giraffenverblijf
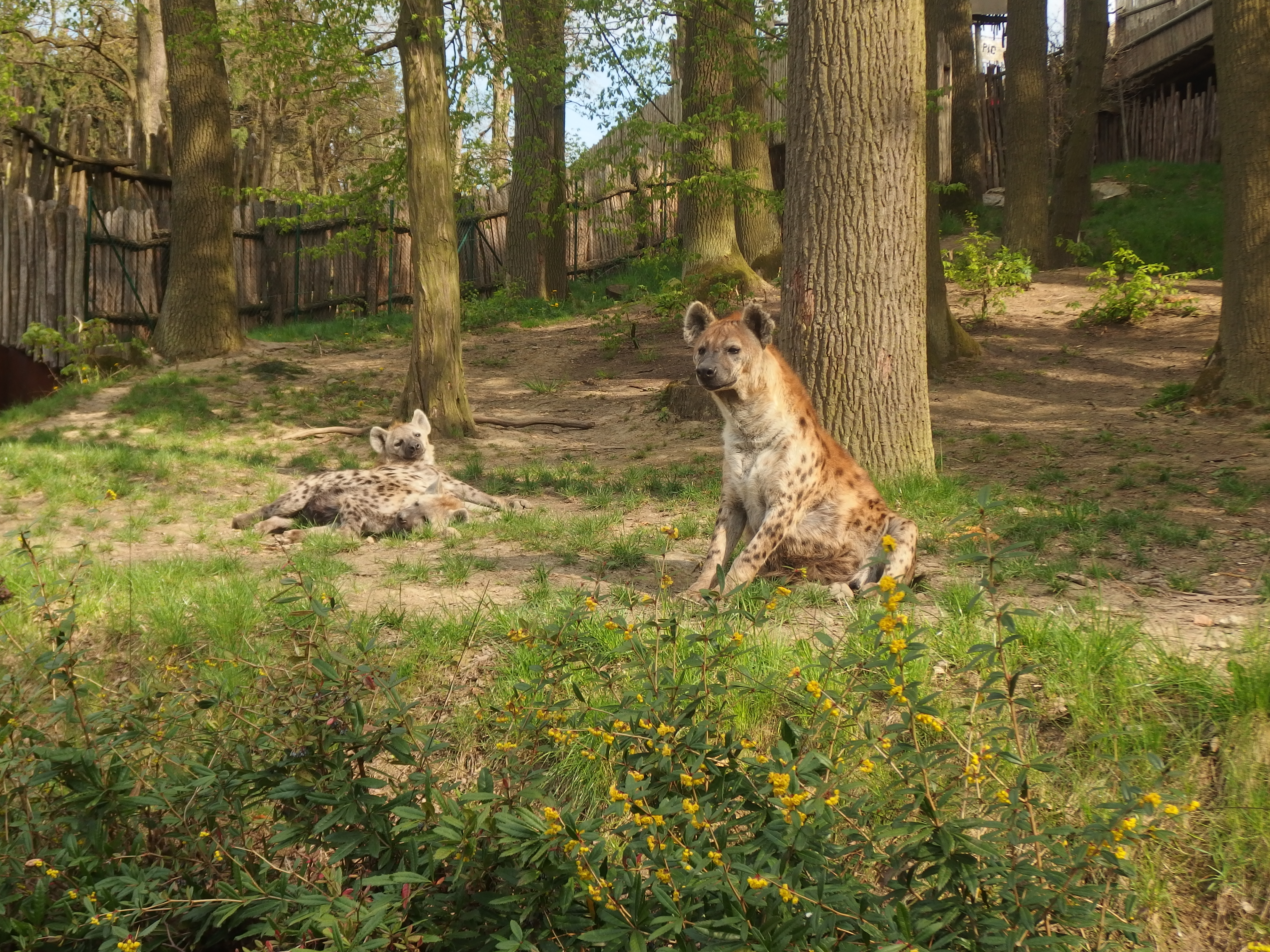
Verblijf met gevlekte hyena's
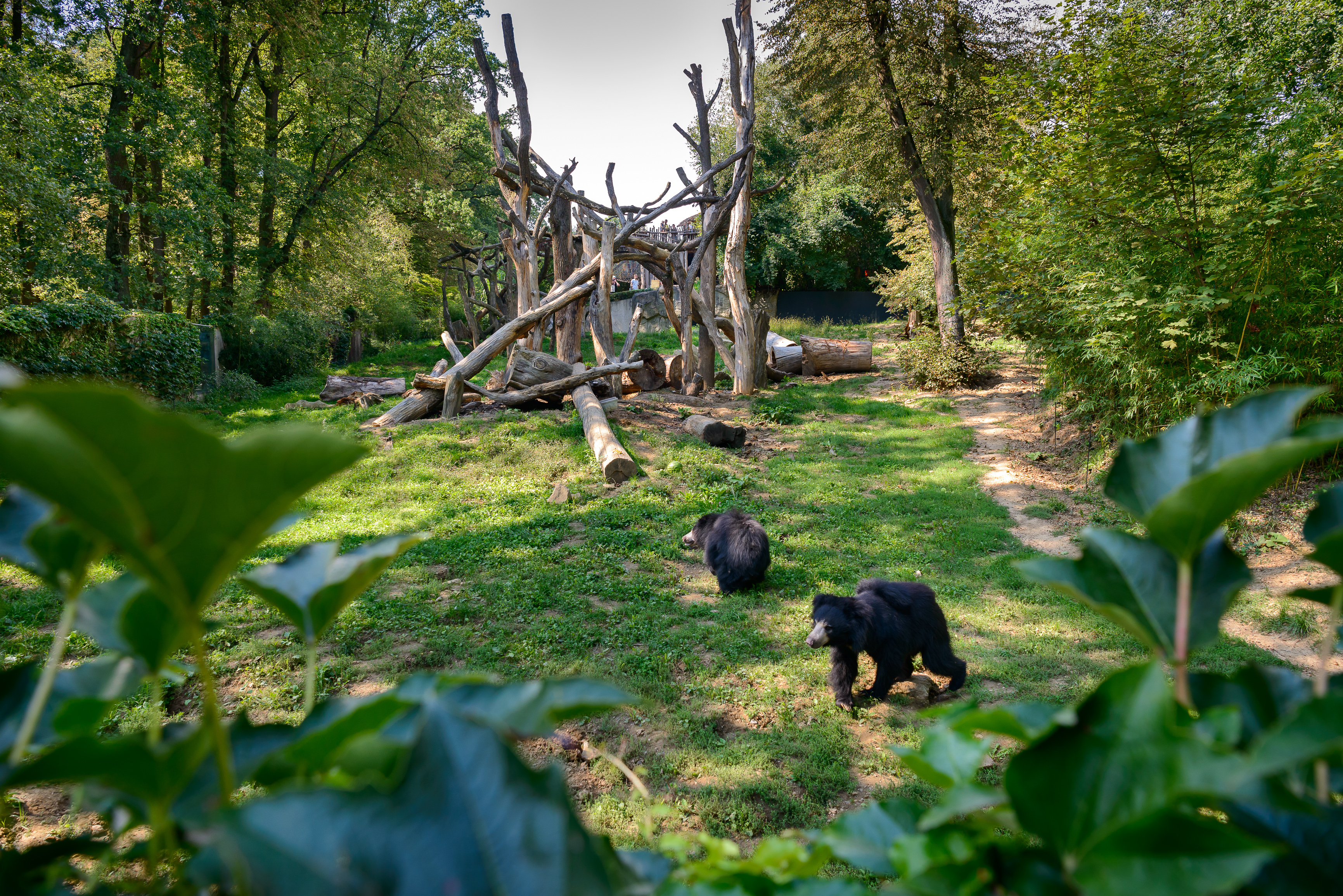
Lippenberenverblijf
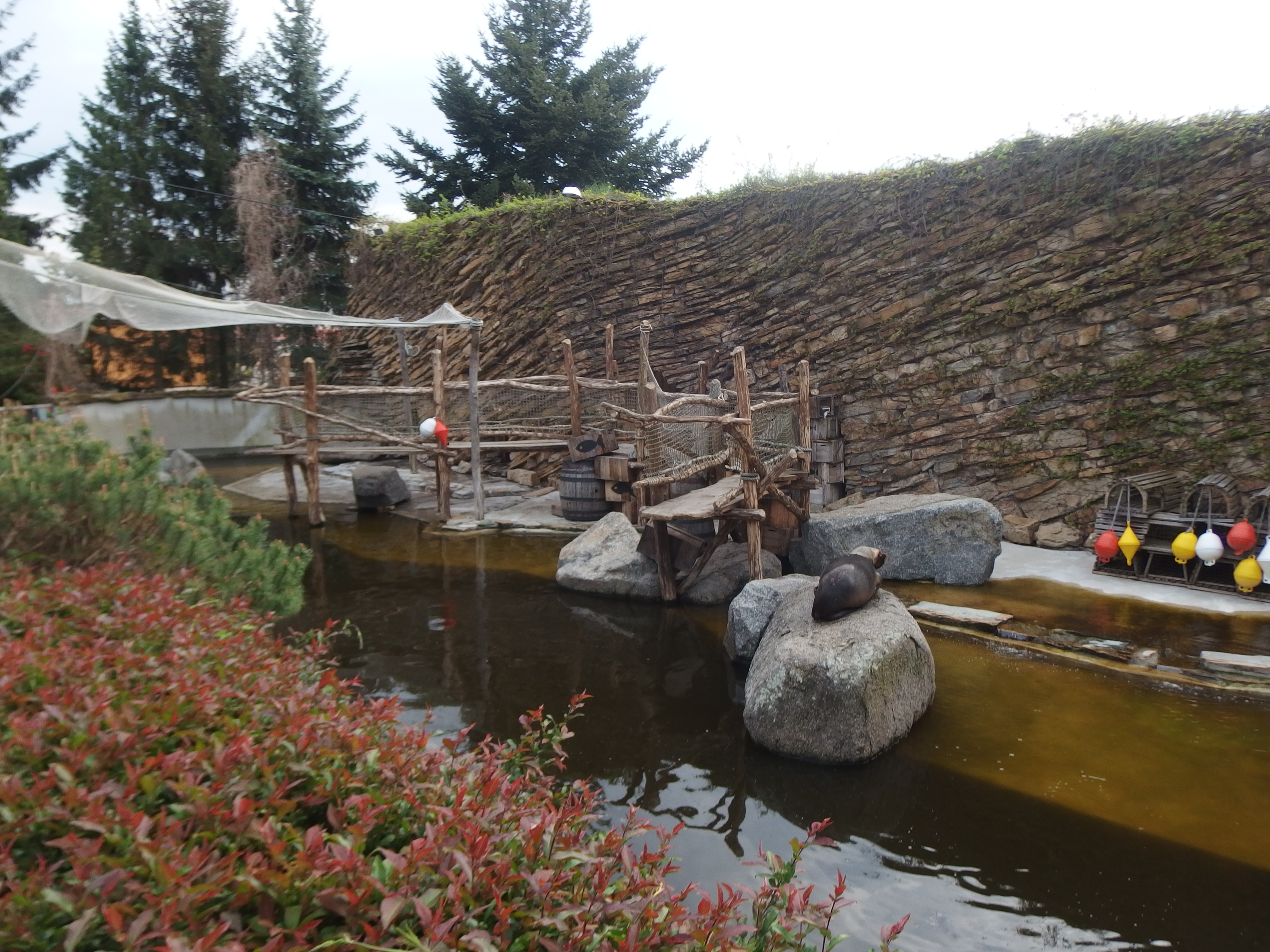
Manenrobbenverblijf
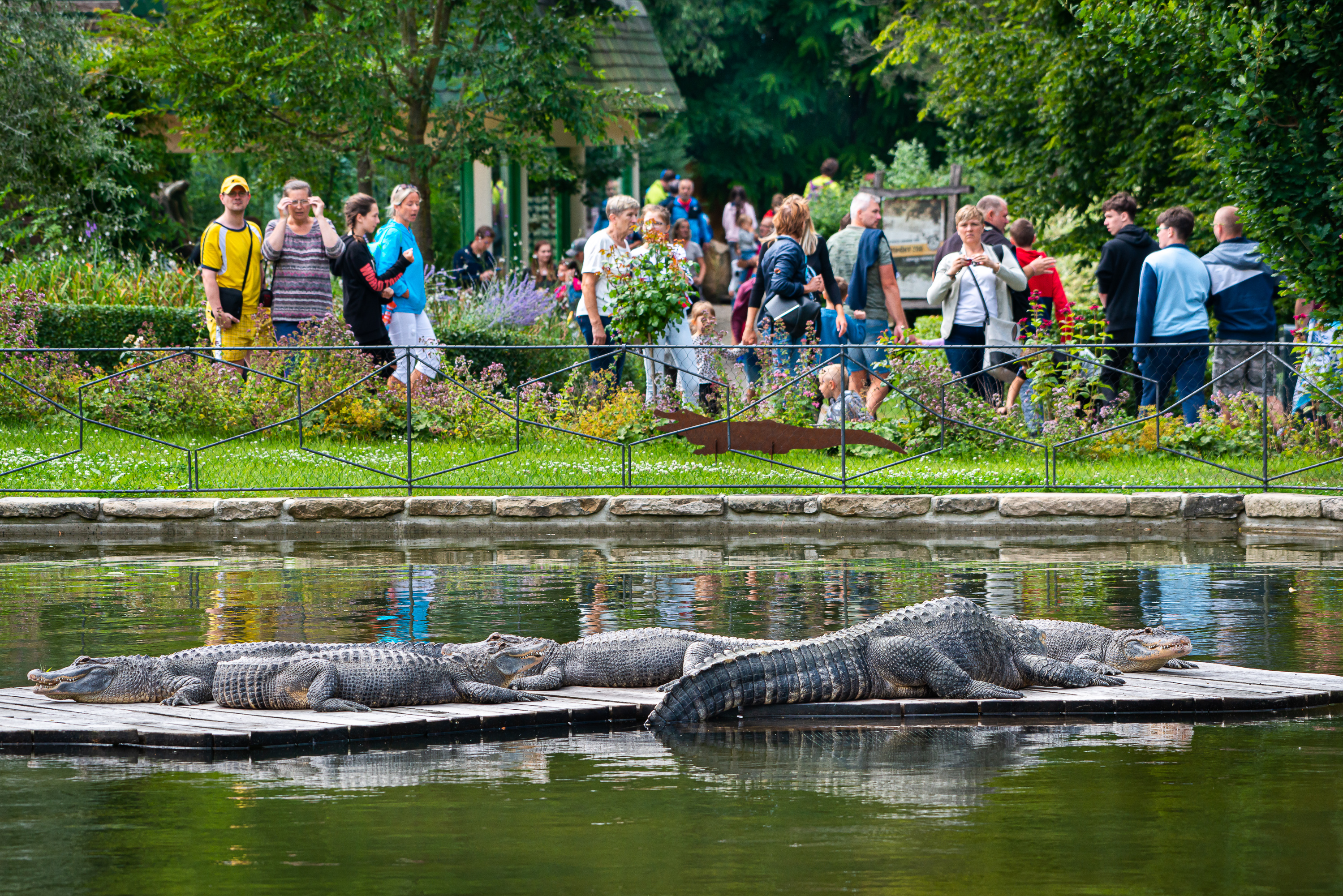
Alligatorverblijf